# Zuko Ya Deblè
1. REDIRECTION Utilisateur:Simple fleur/Zuko Ya Deblè